# Mylossoma aureum
Mylossoma aureum es una especie de pez de la familia Serrasalmidae en el orden de los Characiformes.

## Morfología
Los machos pueden llegar alcanzar los 20 cm de longitud total.

## Hábitat
Vive en zonas de clima tropical entre 22 °C - 28 °C de temperatura.

## Distribución geográfica
Se encuentran en Sudamérica:  cuencas de los ríos  Amazonas y Orinoco.